# Gabelgelenk
Ein Gabelgelenk ist eine Sonderform des Drehgelenks als Verbindung aus einem Gabelkopf und weiteren Teilen mit genau einem Freiheitsgrad.
Gabelgelenke werden beispielsweise eingesetzt, wo einfache Bewegungsabläufe wie zum Beispiel Lineares Ziehen, Schieben oder auch Achsversatzausgleiche, stattfinden. Das einfachste und am schnellsten montierte Gabelgelenk ist das AFKB-Gelenk: eine Verbindung aus einem Gabelkopf und einem Federklappbolzen. Das AFKB-Gelenk zeichnet sich durch die schnelle Montage und Demontage aus, die auch ohne Montagewerkzeug möglich ist. Eine weitere Ausführung eines Gabelgelenkes ist ein A-Gelenk, bestehend aus einem Gabelkopf, einem Splintbolzen und dazu Scheiben und einem Splinte. Auch hier ist die Montage und Demontage ohne Werkzeug möglich. Weitere Möglichkeiten sind ASL-, AKL-, AB- und ABS-Gelenke. Sie bestehen aus einem Gabelkopf und einem Bolzen mit Einstich und werden durch Sicherungselemente für Bolzen und Wellen mit Nut (SL-Sicherung, KL-Sicherung, Bajonett-Clip, Sicherungsscheibe) gesichert.